# Leipziger BC 1893
Maillots
Le Leipziger BC 1893 fut un club allemand de football, localisé dans la ville de Leipzig en Saxe.
Ce club fut un des plus vieux cercle de football saxon avec la Lipsia Eutritzsch et le Dresdner FC.

## Histoire
Le club fut fondé le 3 mars 1893. Il fut un des précurseurs du football dans la région de Leipzig et la Saxe. Fondateur de la Verbandes Leipziger Ballspiel-Vereine (VLBV), il en remporta trois fois le championnat de 1897 à 1899.
En janvier 1900, le Leipziger BC 1893 fut un des fondateurs de la Fédération allemande de football (DFB).
Le 26 décembre 1900, le club participa à la création de la Verbandes Mitteldeutscher Ballspiel-Vereine (VMBV).
En raison de la Première Guerre mondiale, le club créa une Association de guerre (en Allemand: Kriegssportgemeinschaft – KSG) avec Olympia Leipzig et joua sous le nom de SG LBC Olympia 1896 jusqu’en 1918.
Par la suite, le BC 1893 resta dans les séries inférieures de sa région et ne joua pas dans la Gauliga Sachsen, créée en 1933, sur ordre du régime nazi dès son arrivée au pouvoir.
En 1945, le club fut dissous par les Alliés, comme tous les clubs et associations allemands (voir Directive n°23). Il ne fut jamais reconstitué par la suite.

## Palmarès
- Champion de la Verband Leipziger Ballspiel-Vereine: 1897, 1898, 1899.

## Joueur connu
- Paul Matthes